# Tito Colliander
Tito Colliander, né le 10 février 1904 à Saint-Pétersbourg et mort le 21 mai 1989 à Helsinki, est un écrivain finlandais, écrivant en suédois.

## Biographie
Fils d'un colonel, il est né et passe son enfance en Russie. Il fait des études en théologie à l'Athénée d'Helsinki de 1922 à 1924. Il est ensuite professeur d'art à Porvoo jusqu'en 1928.
Dans ses œuvres, il dépeint avec empathie les gens veules, possédés de passions et de faiblesses humaines et qui cherchent une solution à leur vie malheureuse dans le mysticisme orthodoxe grecque.
Il obtient un premier grand succès en 1937 avec son roman Korståget  (Croisade), le récit d'une conversion à l'Église orthodoxe grecque dans l'esprit des œuvres de Dostoïevski. Un des thèmes principaux de Colliander est l'opposition entre les idéaux de pureté religieuse et les basses vicissitudes de l'existence. Ses courts récits sont souvent de délicates études sur l'enfant et la nature. Fönster (Fenêtre), une anthologie de ce type de récits publiée en 1956, donne une excellente idée de son art. Il a également publié des écrits théologiques, des monographies d'artistes et des poèmes.
Il est ordonné prêtre en 1964, et reçoit un doctorat honorifique en théologie en 1968. Il est membre honoraire de la Société de la littérature suédoise à partir de 1970.
Il obtient le grand prix des Neuf en 1973.

## Œuvre

### Romans
- En vandrare, 1930
- Korståget, 1937
- Förbarma dig, 1939
- Grottan, 1942
- Bliv till, 1945

### Autres publications
- Småstad, 1931
- Huset, där det dracks, 1932
- Bojorna, 1933
- Glimtar från Tyskland, 1934
- Taina, 1935
- Ljuset, 1936
- Dagen är, 1940
- Ilja Repin, 1942
- Duncker, en av de tappras skara, 1943
- Den femte juli, 1943
- Två timmar och andra noveller, 1944
- Träsnittet, 1946
- Sallinen, 1948
- I åratal, 1949
- Grekisk-ortodox tro och livssyn, 1951
- Asketernas väg, 1952 Publié en français sous le titre Le Chemin des ascètes, Bégrolles-en-Mauges, Éditions de Bellefontaine, coll. « Spiritualité orientale et vie monastique. Spiritualité orientale », 1973, 109 p. (BNF 35372698)
- Farled 1936-1953, 1954
- Fönster, novellurval 1932-55, 1956
- Samtal med smärtan, 1956
- Glädjens möte, 1957
- Nu och alltid, 1958
- Vi som är kvar, 1959
- Med öppna händer, 1960
- På en trappa. Dikter 1941-61, 1961
- Bevarat, 1964
- Gripen, 1965 Publié en français sous le titre Une enfance à Petrograd, traduit par Denise Bernard-Folliot, Paris, Éditions Michel de Maule, coll. « Territoires du Septentrion », 2001, 159 p.  (ISBN 2-87623-035-6)
- Kortfattad ortodox troslära, 1966
- Vidare, 1967
- Givet, 1968
- Vaka, 1969
- Nära, 1971
- Måltid, 1973
- Motiv, 1977
- Början, 1979
- Blick, 1981
- Sju sagor, 1981

## Prix et récompenses
- Prix Tollander, 1974
- Prix national de littérature
- Prix Finlande de l'Académie suédoise